# فرودگاه سیکورسکی مموریال
فرودگاه سیکورسکی مموریال (به انگلیسی: Sikorsky Memorial Airport) یک فرودگاه همگانی بهره‌برداری هوایی با کد یاتا BDR است که یک باند فرود آسفالت دارد و طول باند آن ۱۴۲۶ متر است. این فرودگاه در شهر بریجپورت کشور ایالات متحده آمریکا قرار دارد و در ارتفاع ۳ متری از سطح دریا واقع شده است.